# إقليم كوينارا
إقليم كوينارا (بالبرتغالية: Quinara‏) هو أقليم في غينيا بيساو، يقع في South, Guinea-Bissau ‏، بلغ عدد سكانه 63,610 نسمة وذلك حسب إحصائيات سنة 2009، عاصمته Buba ‏، تبلغ مساحته 3,138.4 كيلومتر مربع.

## الموقع

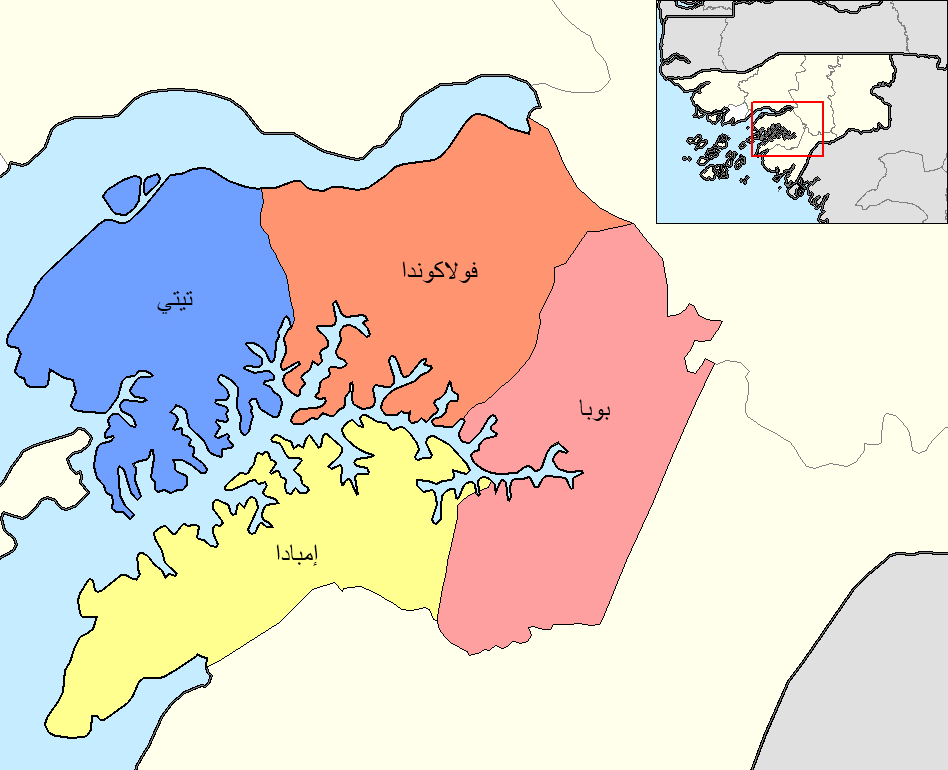
خريطة قطاعات إقليم كوينارا في غينيا بيساو.

يشترك في الحدود مع:
- إقليم بافاتا
- إقليم تومبالي
- إقليم بولاما.